# Pouye
Le pouye est une langue papoue parlée en Papouasie-Nouvelle-Guinée, dans la province de Sandaun.

## Classification
Le pouye forme avec le karawa et l'awtuw les langues ram, un des groupes rattachés aux langues sepik, une famille de langues papoues.

## Sources
- (en) Harald Hammarström, Robert Forkel, Martin Haspelmath, Sebastian Bank, Glottolog, Pouye.